# José Tolentino de Mendonça
José Tolentino Calaça de Mendonça (Machico, 15. prosinca 1965.) portugalski je prelat Katoličke Crkve. Od 2022. prefekt je Dikasterija za kulturu i obrazovanje.
Dugogodišnji je sveučilišni profesor, a smatra se jednim od najizvornijih predstavnika moderne portugalske književnosti. Njegov opus uključuje pjesme, eseje i drame potpisane kao José Tolentino Mendonça.